# Sparkman (Arkansas)
Sparkman es una ciudad ubicada en el condado de Dallas en el estado estadounidense de Arkansas. En el Censo de 2010 tenía una población de 427 habitantes y una densidad poblacional de 126,33 personas por km².

## Geografía
Sparkman se encuentra ubicada en las coordenadas 33°55′2″N 92°50′0″O / 33.91722, -92.83333. Según la Oficina del Censo de los Estados Unidos, Sparkman tiene una superficie total de 3.38 km², de la cual 3.38 km² corresponden a tierra firme y (0%) 0 km² es agua.

## Demografía
Según el censo de 2010, había 427 personas residiendo en Sparkman. La densidad de población era de 126,33 hab./km². De los 427 habitantes, Sparkman estaba compuesto por el 56.44% blancos, el 38.41% eran afroamericanos, el 0% eran amerindios, el 0% eran asiáticos, el 0% eran isleños del Pacífico, el 3.28% eran de otras razas y el 1.87% pertenecían a dos o más razas. Del total de la población el 4.92% eran hispanos o latinos de cualquier raza.